# Alfred Christensen (cykelrytter)
 Der er flere personer med dette navn, se Alfred Christensen.
Alfred Christensen (født 22. september 2004 på Frederiksberg) er en cykelrytter fra Danmark, der kører for ColoQuick.

## Karriere
Inden han begyndte at cykle, spillede han fodbold. På sin 15-års fødselsdag fik Alfred Christensen sin morfars ældre Banani-racercykel i gave. Den første klub var Cycling Club Hillerød, inden han fra 2022-sæsonen skiftede til Ordrup Cycle Club. Det første løb kørte han i 2021. Fra august 2023 begyndte han at køre for DCU Elite Teamet, Team IBT-Tripeak. Da det hold lukkede med udgangen af 2024, gik turen videre til det nyetablerede Team Cranks.
Efter lidt mere end et halvt år hos Team Cranks, lavede han fra 6. juli 2025 en stagiaire-kontrakt med kontinentalholdet ColoQuick Cycling for resten af året, og en fast kontrakt fra starten af 2026-sæsonen.